# Diocese de Divinópolis
A Diocese de Divinópolis (Dioecesis Divinopolitanus) é uma circunscrição eclesiástica da Igreja Católica Romana no Brasil. Pertence à província eclesiástica de Belo Horizonte e ao Conselho Episcopal Regional Leste II da CNBB. Está localizada no centro meridional do estado de Minas Gerais, limitando-se com a Arquidiocese de Belo Horizonte e as dioceses de Sete Lagoas, Oliveira e Luz. Sua sede episcopal é a Catedral do Divino Espírito Santo, em Divinópolis.

## Histórico
A diocese foi criada em 11 de julho de 1958 por meio da bula Qui a Christo, do Papa Pio XII, e instalada em 17 de maio de 1959. Seu território foi desmembrado da Arquidiocese de Belo Horizonte e da Diocese de Luz.

## Geografia
Em fevereiro de 2021 contava com 54 paróquias distribuídas por 26 municípios: Araújos, Camacho, Carmo do Cajuru, Cláudio, Conceição do Pará, Divinópolis, Florestal, Igarapé, Igaratinga, Itapecerica, Itatiaiuçu, Itaúna, Juatuba, Leandro Ferreira, Mateus Leme, Marilândia, Nova Serrana, Onça de Pitangui, Pará de Minas, Pedra do Indaiá, Perdigão, Pitangui, São Gonçalo do Pará, São Joaquim de Bicas, São José da Varginha e São Sebastião do Oeste.

## Bispos
Desde sua fundação a diocese teve cinco bispos:
| #  | Nome                                       | Período    | Notas                              |
| -- | ------------------------------------------ | ---------- | ---------------------------------- |
| 6° | Geovane Luís da Silva                      | 2023-atual |                                    |
| 5° | José Carlos de Souza Campos                | 2014-2022  | Nomeado arcebispo de Montes Claros |
| 4° | Tarcísio Nascentes dos Santos              | 2009-2012  | Nomeado bispo de Duque de Caxias   |
| 3° | José Belvino do Nascimento                 | 1989-2009  |                                    |
| 2º | José Costa Campos                          | 1979-1989  |                                    |
| 1º | Cristiano Frederico Portela de Araújo Pena | 1959-1979  |                                    |